# منظمة أمن المعلومات
منظمة امن المعلومات (بالإنجليزية:  Information Systems Security Association)‏، وتعرف اختصارا (ISSA). هي منظمة غير هادفة للربح، وهي جمعية المهنيين والممارسين. وتوفر المنتديات التعليمية والمطبوعات وفرص التفاعل مع الأقران الذي يعزز نمو المعرفة والمهارة والمهنية لأعضائها.

## الأهداف
الهدف الأساسي من منظمة (ISSA) هو تعزيز الممارسات الإدارية التي من شأنها ضمان السرية والسلامة، وتوافر موارد المعلومات. وكانت منظمة آي أس أس آ تسهل التفاعل والتعليم لخلق بيئة أكثر نجاحا العالمية لنظم المعلومات الأمنية والمهنيين المعنيين. تضم في عضويتها العاملين في جميع المستويات في مجال الأمن في طائفة واسعة من الصناعات مثل الاتصالات والتعليم والرعاية الصحية، والتصنيع، والمالية، والحكومة.
تكرس الجمعية الدولية لتقديم الخدمات التالية للمعلومات أمن المجتمع
تعزيز التعليم وتوسيع نطاق المعرفة والمهارات من أعضائها في المجالات المترابطة للأمن نظم المعلومات ومعالجة البيانات معلومات
تشجيع التبادل الحر للتقنيات أمن المعلومات، والنهج، وحل المشكلات من قبل اعضائها
توفير الاتصالات للحفاظ على الأعضاء على اطلاع على الاحداث الجارية في معالجة المعلومات والأمن، وتوفير منافع لهم ومستخدميهم
التواصل مع الإدارة، ونظم معالجة المعلومات والمهنيين على أهمية إقامة الضوابط اللازمة لضمان تنظيم آمنة والاستفادة من الموارد معالجة المعلومات
الأنشطة
تنظيم وتقديم المؤتمرات الدولية والاجتماعات والحلقات الدراسية الفصل المحلية التي تقدم برامج التعليم والتدريب وفرص التواصل قيمة
توفير فرص الحصول على المعلومات من خلال موقع الجمعية الدولية فضلا عن النشرات الإخبارية على الإنترنت E-و في مجلة شهرية ISSA
تعزيز التواصل والتعاون في المجتمع من خلال اتصال موثوق به منظمة آي أس أس آ، وهو موقع على الإنترنت فقط أعضاء الشبكات المهنية
كسب اعتمادات التعليم المهني المستمر من خلال حضور اجتماعات الفصل، ومؤتمرات الويب ISSA، الاشتراك في مجلة ISSA أو بمثابة الفصل أو الدولي زعيم المجلس
تتيح فرصا للأعضاء للتطوع من قبل لجان الانضمام، والتي توفر فرص القيادة في صناعة الأمن
تعزيز مكانة المهنية والتقدم في المهنة من خلال تبادل الخبرات الخاصة بك كمتحدث الحدث أو مساهم في مجلة ISSA
اضغط هنا للانضمام اليوم
ما يقوله أعضاء
«الانضمام إلى أتلانتا مترو ISSA الفصل وكانت هذه الخطوة أفضل مهنة التي اجريتها على العديد من الجبهات. اتسعت كعضو الفصل الأول توسعت شبكة بلدي في هذه المهنة، دائرة بلدي من نفوذ، وزاد من اتساع نطاق علمي. كضابط الفصل، ولقد تلقيت تدريبا وخبرة ممتازة في علاقات القيادة والتعليم والبائعين.»
داميان سوغز - مدير الأمن التكنولوجيا، ATT؛ مترو اتلانتا الفصل
«فريقي للأمن يحضر بانتظام اجتماعات لدينا ISSA المحلية. وكسب الفائدة من التدريب وتبادل المعلومات مع غيرهم من العاملين في أمن المعلومات. هم أيضا الحصول على هذه الفرصة لأرد الجميل للمجتمع الأمن في شكل من المواضيع إلا أنهما يشتركان. أنا أعرف زملائي في الفريق، وكذلك أنا، تعلمنا من مشاركتنا في اجتماعات ISSA المحلية».
رون قشر - مدير الأمن العالمي الحوسبة، AeroSystems الروح، وشركة، عضو، ووسط السهول الفصل
«بوصفها عضوا في اللجنة التنفيذية ISSA المنتدى سيسو، التقيت مع كبار قادة أمن المعلومات، وناقش العديد من التحديات التي واجهناها في المكتب. ساعد على المعرفة والخبرة والمشورة المشتركة لي التصدي لبعض التحديات التي نواجهها الأكثر تعقيدا».
دان LoPresto - مدير معلومات الحماية، ماريوت الاجازات في جميع أنحاء العالم، عضو، وجنوب فلوريدا الفصل
واضاف «في المشروع مؤخرا، كان هناك العديد من المصادر المفتوحة، وعلى مكافحة المنتجات المعنية. وكانت المهمة في متناول اليد للتأكد من أن ليس فقط لم العناصر تتكامل بسهولة، ولكن بشكل آمن كذلك. باستخدام ساعد العديد من أفضل الممارسات التي تمت مناقشتها في الاجتماعات الشهرية الرابطة والندوة السنوية لمؤسستنا تطوير العمليات والإجراءات لضمان تحقيق نتائج ناجحة. أنشأنا سياسة موجزة عن البرمجيات مفتوحة المصدر؛ مراجعتها وتجديدها لدينا عملية اكتساب للبرمجيات، وإجراء التعديلات التي تستهدف العمليات والأدوات والتدريب. وأعرب عن سروره للزبون مع النتائج التي حققناها».
دارلين دين - المالك، خدمات دين، عضو، مقاطعة أورانج الفصل
"ولقد كان الوصول من خلال منظمة آي أس أس آ المهنيين ذوي الخبرة الذين تقاسمت بحرية خبراتهم واستفاد لي وصاحب العمل بطرق لا تحصى. على سبيل المثال، سألت مؤخرا عضوا زميل للحصول على المشورة والتوصيات للتوصل إلى حل" مصادقة متعددة العوامل. 'الأعضاء من الفصل ISSA لي رتبت لي لتلقي حل حاجة في أي تكلفة، بالإضافة إلى ذلك، وقدمت لي المشورة والدعم لتنفيذ هذه إنقاذ آلاف صاحب العمل من الدولارات! "
كين Desforges - مدير نظم المعلومات، مدينة بار الماس، عضو، الداخلية الإمبراطورية الفصل
«ارتباطي مع ISSA تمكنني من أجل بناء علاقات عمل مع المهنيين في صناعة بلدي. لقد تبادلنا المشاكل المشتركة والتوصل إلى حلول مشتركة باستخدام الموارد المشتركة والتدريب التي تقدمها الرابطة واجتماعات في الفصل. هذه المعلومات يتيح لي الفرصة لتصميم الحلول بطريقة أكثر سرعة وفعالية باستخدام الأدوات والمعلومات للآخرين لقد بحثت بالفعل.»
بروس Lobree - عضو، بوجيه الفصل الصوت
"على مر السنين، كل منظمة عملت من أجل استفادت من ارتباطي مع منظمة آي أس أس آ. التفاعل الاجتماعي بين المتخصصين في مجال الأمن هو الجانب الأكثر فائدة من منظمة آي أس أس آ. كل شخص لديه قضايا الأمن والقدرة على الاستفادة من خبرة غيرهم من المهنيين "في حل القضايا التي لا تقدر بثمن. بالإضافة إلى القاعدة المعرفية لعضويتها، وقد مكن التعرض لأحدث التقنيات لي طلب وتنفيذ المنتجات والخدمات المستخدمة في تخفيف المخاطر وتعزيز الدفاعات في المنظمات بلادي ".
فرانك لوهمان - مدير ضمان المعلومات، Tripler الجيش المركز الطبي، وعضو، هاواي الفصل
«من خلال مجموعة متنوعة من الآليات، ومنظمة آي أس أس آ يقدم معلومات غير منحازة عن مجموعة متنوعة من القضايا أمن المعلومات وأفضل الممارسات. على سبيل المثال، لقد تم العثور على المعلومات الواردة في صحيفة ISSA أن تكون مفيدة في مناقشات مع الجهات الراعية حكومتنا على وضع الأطر اللازمة لتقييم المخاطر على مواضيع محددة لتكنولوجيا المعلومات وتحليل العروض التجارية.»
نيت ادامز، كبير مهندسي أمن المعلومات، وشركة MITRE، عضو، كولورادو سبرينغز الفصل
«لقد كان ISSA قيمة للغاية بالنسبة لي، وتوفير البيانات مع فرص التعليم والتواصل التي قدمني إلى المناطق التي أود أن لم يكن من دون ذلك. بسبب هذا التعرض متنوعة، وقد مكنني أن ينمو / التقدم في موقف المستوى التنفيذي من سيسو».
حلوى الكسندر - سيسو، LTC الشركاء، ذ م م، في نيو انغلاند وجديد فصول هامبشاير
«لقد فتحت مشاركتي في ISSA تصل فرص العمل والصداقات التي لولا ذلك، لم تكن موجودة. وبشكل أكثر تحديدا، لقد كنت قادرة على تطوير ودعم العلاقات المهنية التي يمكنني الاعتماد على المضي قدما. وبالإضافة إلى ذلك، ويقوم بدور ضابط الفصل قد ساعد على تقوية مهارات القيادة الخاصة بي، وهذا بدوره قد جعلني أكثر نجاحا في عملي.»
وليام سميث جونيور - معلومات محلل الأمن، جامعة جونز هوبكنز مختبر الفيزياء التطبيقية؛ بالتيمور الفصل
«لقد عرض عضويتي في الجمعية الدولية باعتبارها واحدة من أفضل الاستثمارات واجهني في حياتي المهنية والتنمية المهنية بلدي. أصبح ISSA عندما دخلت المجال الأمني، بلدي محطة واحدة للتواصل مع المهنيين مثل التفكير، التعلم عن التكنولوجيات الجديدة؛ مقارنة ومناقشة الحلول للتحديات المشتركة، ومواكبة لاتجاهات الصناعة. ISSA لا يزال لاعب ذات الصلة والضرورية داخل المجتمع الأمني. إيسا، والمعرفة الجماعية والولاء من عضويتها، لا يزال يشكل جزءا مهما من أدوات أمن بلدي».
كيم جونز - فينيكس الفصل
«التطوع كعضو مجلس نمت فهمي للمجال الأمن، وأعطاني خبرة القيادة، وأعطاني فرصة للتواصل مع نظرائهم - وكلها ساعدت على دفع لي في مسيرتي».
جون روجرز - مدير أمن تكنولوجيا المعلومات والخصوصية، بروتيفيتي، وشركة؛ مترو شارلوت الفصل